# جس هان
جس هان (فرانسوی: Jess Hahn‎؛ ۲۹ اکتبر ۱۹۲۱ – ۲۹ ژوئن ۱۹۹۸) با نام تولد «جسی بریل هان» بازیگر اهل آمریکا بود که بیشتر در فیلم‌های فرانسوی، به ایفای نقش می‌پرداخت.
جس هان پس از خدمت در سپاه تفنگداران دریایی ایالات متحده آمریکا در دوران جنگ جهانی دوم، در سال ۱۹۴۹ به فرانسه رفت و تابعیت آن کشور را پذیرفت.
او که در آغاز آهنگساز بود، به تدریج به بازی در فیلم‌های نوآر و وسترن روی آورد. «جس هان» به سبب جثهٔ درشت و اندام قوی، در بیشتر فیلم‌ها، در نقش یک «مرد قوی هیکل و پُرزور» ظاهر می‌شد.

## فیلم‌شناسی

### سینما
- تهران ۴۳ (۱۹۸۱)
- ماما دراکولا (۱۹۸۰)
- فرانک بدجنس و تونی بی‌مخ (۱۹۷۳)
- سایه های انتقام (۱۹۷۲)
- مردان بد رودخانه (۱۹۷۱)
- کاپیتان آپاچی (۱۹۷۱)
- شب روز بعد (۱۹۶۸)
- هرج‌ومرج بزرگ (۱۹۶۷)
- نوبت توست که بمیری (1967)
- مأمور مخفی سوپردراگون (۱۹۶۶)
- تازه چه خبر پوسی‌کت؟ (۱۹۶۵)
- محاکمه (۱۹۶۲)
- کارتوش (۱۹۶۲)
- قمار بزرگ (۱۹۶۱)
- زن و بازیچه او (۱۹۵۹)
- نشانه اسد (۱۹۵۹)
- سربازان سواره (۱۹۵۵)
- دزدان پارک بولوین (۱۹۵۴)

### تلویزیون
- جزیرهٔ اسرارآمیز (۱۹۷۳)